# Kielnia
Kielnia (z niem. Kelle) – najważniejsze narzędzie murarskie w pracach murarskich i tynkarskich składające się z płaskiej stalowej płytki grubości około 1,5 do 2 milimetrów, o trójkątnym lub trapezowym kształcie, połączonej z wygiętym w kształcie litery „S” łącznikiem wykonanym z pręta stalowego o średnicy około 8–10 milimetrów. Długość boku płytki powinna odpowiadać długości normatywnej cegły, żeby nabrana zaprawa po nałożeniu na cegłę pokrywała jej całą długość. Całość zakończona jest drewnianym trzonkiem.
Służy do nakładania i rozprowadzania zaprawy budowlanej w trakcie układania murów (murowania) i do narzucania zaprawy podczas ręcznego tynkowania. Kielnia z jedną zaostrzoną krawędzią jest także narzędziem używanym w archeologii. W serowarstwie kielnia jest wykorzystywana przy wyrobie serów do wstępnego poruszania skrzepu mleka i jego krajanki.

Kielnie
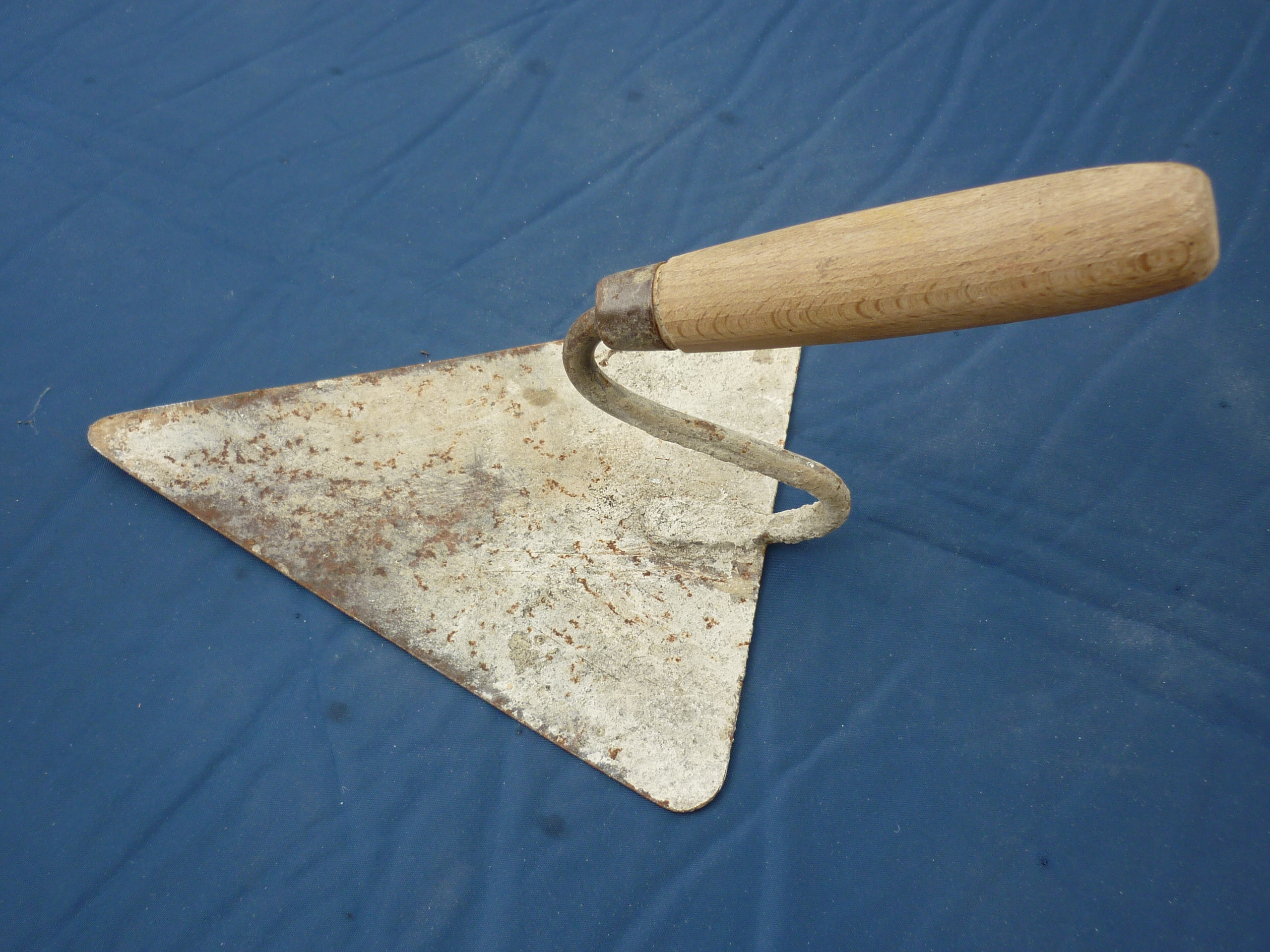
trójkątna
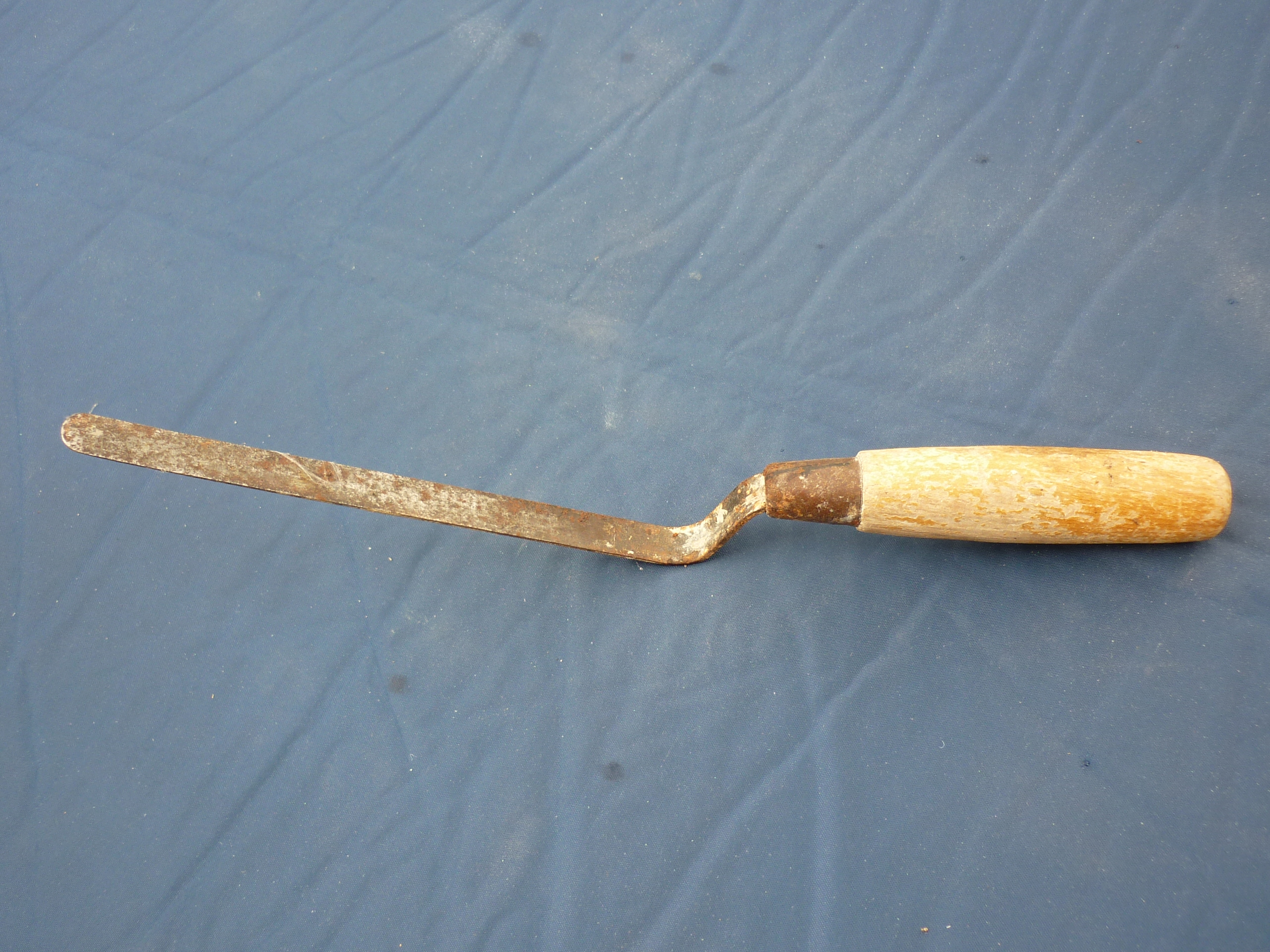
do spoinowania
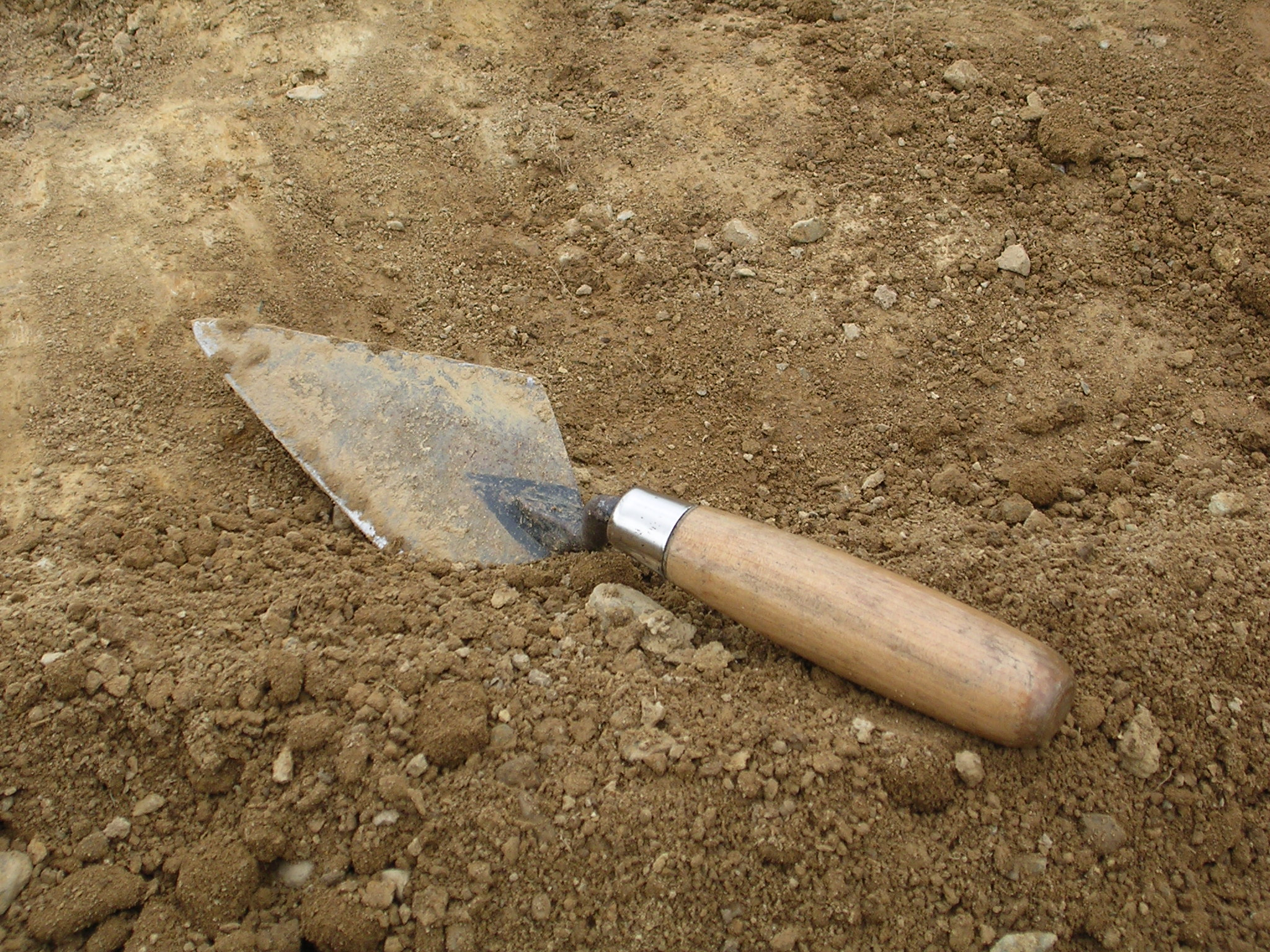
używana w archeologii